# Resonanztransformator

Spule L und Kondensator C bilden einen Resonanztransformator

Ein Resonanztransformator, auch Boucherot-Schaltung, ist eine schwingkreisähnliche Schaltung aus Kondensator und Spule, um auf einer vorgegebenen Frequenz Leistungsanpassung zwischen Bauelementen oder Baugruppen zu erreichen. Bei niederfrequenten Anwendungen können in der Spule auch Ferritkerne zur Erhöhung der Induktivität eingesetzt werden. Bei Hochfrequenzanwendungen entfällt im Regelfall aber der Eisenkern der Spule, da dieser durch seine physikalischen Eigenschaften die transformierte Wechselspannung verzerrt und die Leistung begrenzt.

## Allgemeines
Ein Resonanztransformator kann wie ein Transformator sowohl Spannung als auch Strom transformieren, besitzt aber (wie ein Spartransformator) keine galvanische Trennung und funktioniert überdies nur in einem schmalen Frequenzband. Er wird deshalb nur dann eingesetzt, wenn sich die Frequenz nicht wesentlich ändert.
Dessen Streuinduktivität ist oft durch die Anwendung erhöht, zum Beispiel, wenn ein großer Abstand gegeben (z. B. Luft bei mobiler Energieübertragung) oder nötig (z. B. wegen der Isolation) ist. Resonant betriebene Transformatoren sind ein Weg, dennoch mit hoher Effizienz Energie zu übertragen. Siehe hierzu auch Resonanzwandler.
Ein besonderer Vorteil des Resonanztransformators ist die Tiefpasswirkung, die den Oberwellengehalt des übertragenen Signals verringert.

## Berechnung
Zur Bestimmung der Werte der Spule L und Kondensator C zwecks Leistungsanpassung müssen auf beiden Seiten die Impedanzen des Resonanztransformators den Beträgen der beiden externen Widerstände R1 bzw. R2 entsprechen.
Leistungsanpassung bedeutet, dass in obiger Schaltung, mit beispielhaften Widerstandwerten für R1 und R2, entweder
- eine Quelle (links) mit dem Innenwiderstand R2 = 30 Ω möglichst viel Leistung an den Verbraucher R1 = 140 Ω abgeben soll oder
- eine Quelle (rechts) mit dem Innenwiderstand R1 = 140 Ω möglichst viel Leistung an den Verbraucher R2 = 30 Ω abgeben soll.

In beiden Fällen erscheint der Wert des Verbrauchers um einen gewissen Faktor vergrößert oder verringert hinsichtlich des Wertes auf der anderen Seite des in der Abbildung rot eingerahmten Resonanztransformators.
Die Dimensionierung des Resonanztransformators kann entweder graphisch mit einem Smith-Diagramm oder wie im Folgenden rechnerisch im Rahmen der komplexen Wechselstromrechnung erfolgen. Dabei gelten die kirchhoffschen Regeln und die Gesetze für Reihenschaltung und Parallelschaltung. Der induktive Widerstand ZL der Spule L mit der Kreisfrequenz ω = 2·π·f ist gegeben durch
{\displaystyle Z_{L}=\mathrm {j} \omega L}
und für den kapazitiven Widerstand ZC des Kondensators C
{\displaystyle Z_{C}={\frac {1}{\mathrm {j} \omega C}}=-{\frac {\mathrm {j} }{\omega C}}}
Für den Ersatzwiderstand Zgesamt zweier parallel geschalteter Widerstände gilt allgemein
{\displaystyle Z_{\mathrm {gesamt} }={\frac {Z_{1}\cdot Z_{2}}{Z_{1}+Z_{2}}}}
Wendet man diese Formel auf die Parallelschaltung von R1 und C an, ergibt sich
{\displaystyle Z_{R_{1}\|C}=Z_{a}={\frac {R_{1}\cdot {\frac {-\mathrm {j} }{\omega C}}}{R_{1}+{\frac {-\mathrm {j} }{\omega C}}}}={\frac {R_{1}-\mathrm {j} \omega CR_{1}^{2}}{(\omega CR_{1})^{2}+1}}=R_{1}{\frac {1-\mathrm {j} Q}{Q^{2}+1}}}
mit der Hilfsgröße Q = R1ωC, dem Gütefaktor. Für den Ersatzwiderstand einer Reihenschaltung muss man die Einzelwiderstände addieren; in diesem Fall ergibt sich
{\displaystyle Z_{Z_{a}+Z_{L}}=Z_{a}+\mathrm {j} \omega L}
Für Leistungsanpassung gilt bei dieser (oben gezeigten) Schaltung
{\displaystyle \,R_{2}=Z_{a}+\mathrm {j} \omega L}
Diese komplexe Gleichung zerfällt bei bekannten Werten von ω, R1 und R2 in zwei reelle Bestimmungsgleichungen für L und C, da der Imaginärteil der rechten Gleichungsseite Null sein muss. Die Lösungen lauten:
{\displaystyle Q={\sqrt {{\frac {R_{1}}{R_{2}}}-1}};\qquad C={\frac {Q}{R_{1}\omega }};\qquad L={\frac {R_{1}Q}{\omega (Q^{2}+1)}}={\frac {QR_{2}}{\omega }}}
Beispiel: Die Leistungsanpassung im Bild soll für die Frequenz 100 MHz berechnet werden. Damit ist Q = 1,915; C = 22 pF und L = 91 nH.

### Beispiel: Anpassung einer Dipolantenne

Dipol mit Anpassschaltung für Koaxialkabel

Der Eingangswiderstand einer Dipolantenne hängt stark vom Ort der Einspeisung ab. Trennt man die Dipolmitte auf und schließt dort ein symmetrisches Kabel an, muss man dessen Impedanz auf etwa 74 Ω auslegen, um Leistungsanpassung zu erreichen. Ist der Dipol (wie im nebenstehenden Bild) in der Mitte nicht unterbrochen, kann man die Leistung unsymmetrisch an einem Ende einspeisen. Bei dünnen Drahtantennen misst man an dieser Stelle eine Impedanz von etwa 2200 Ω. Im Regelfall ist die Funkstation mit der Antenne über ein unsymmetrisches Koaxialkabel der Impedanz 75 Ω oder 50 Ω verbunden, deshalb muss ein verlustarmer Transformator dazwischengeschaltet werden, um eine starke Fehlanpassung zu vermeiden. Da eine Dipolantenne nur eine relativ geringe Bandbreite von wenigen Prozent der Mittenfrequenz besitzt, ist ein schmalbandiger Resonanztransformator sehr gut zur Widerstandsanpassung geeignet.
Für eine Frequenz von 3,6 MHz und ein 50-Ω-Kabel ergeben sich folgende Werte:
{\displaystyle {\begin{aligned}Q&={\sqrt {{\frac {2200}{50}}-1}}=6{,}56\\C&={\frac {6{,}56}{2200\,\Omega \cdot 2\pi \cdot 3{,}6\,\mathrm {MHz} }}=132\,\mathrm {pF} \\L&={\frac {6{,}56\cdot 50\,\Omega }{2\pi \cdot 3{,}6\,\mathrm {MHz} }}=14{,}5\,\mu \mathrm {H} \end{aligned}}}
Diese Schaltung hat gegenüber der sonst gebräuchlichen Einspeisung am „Strombauch“ in der Dipolmitte einige Vorteile:
- Die Resonanzfrequenz der Antenne kann durch geringe Abweichung von C oder L um etwa 10 % von den berechneten Werten verschoben werden, ohne dass das Stehwellenverhältnis unzulässig große Werte annimmt. Das entspricht einer vergrößerten Bandbreite der Antenne.
- Der Resonanztransformator ist gut erreichbar am Ende der Antenne montiert.
- Bei langen Drahtantennen hängt in der Dipolmitte kein schweres Koaxialkabel mit Balun.

Als Nachteil kann man ansehen, dass bei der Endeinspeisung am hochohmigeren Eingang die Einspeisespannung höher wird (im Beispiel um den Faktor 6,56). Die Spitzenspannung steigt bei P = 100 W dann von 100 V auf 656 V. Das gilt es bei der Bauteildimensionierung zu berücksichtigen.

### Pi-Filter

Pi-Filter zur Widerstandstransformation

In der Hochfrequenztechnik betreibt man Leistungstransistoren und Elektronenröhren vorzugsweise als Schalter (C-Betrieb), um unnötige Verlustwärme zu vermeiden. Gemäß den Gesetzen der Fourieranalyse entstehen durch abruptes Ein- und Ausschalten einer Spannung viele Oberwellen, die abgestrahlt werden und die Funktion anderer Geräte stören können. Um das zu verhindern, müssen Tiefpassfilter, Schwingkreise oder Resonanztransformatoren ausreichend hoher Güte Q eingebaut werden. Eine Faustregel besagt, dass ab Q ≥ 8 die Oberwellen der Wechselspannung ausreichend unterdrückt werden.
Bei den eben beschriebenen, einfachen Resonanztransformatoren hängt Q ausschließlich vom Verhältnis der Widerstände an Ein- und Ausgang ab. Wenn die Widerstände etwa gleichen Wert haben, ist Q zu gering, um nennenswerte Filterwirkung sicherzustellen. Das lässt sich durch Kombination zweier Resonanztransformatoren ändern. Die Schaltung erinnert an den griechischen Buchstaben π, deshalb setzte sich die Bezeichnung Pi-Filter durch. Mitunter wird auch die Bezeichnung Collinsfilter verwendet, weil sie durch ihre guten Eigenschaften in Funkgeräten der gleichnamigen Firma Rockwell Collins bekannt wurde.
Die Berechnung der Bauelemente erfolgt in zwei Stufen: Der Widerstand R2 wird durch C2 und L2 auf einen sehr geringen Zwischenwert R3 ≈ 1 Ω herabtransformiert, den man sich an der Verbindung der beiden roten Rechtecke denken kann. R3 ist aber nicht als Bauelement vorhanden, sondern dieser fiktive Zwischenwert wird durch C1 und L1 auf den gewünschten Widerstand R1 hochtransformiert. Da beide Resonanztransformatoren hohe Gütefaktoren Q aufweisen, wird die erwünschte Filterwirkung erreicht.
Eine Änderung der berechneten Windungszahlen ist erforderlich, wenn L1 und L2 üblicherweise zu einer einzigen Spule vereint werden – beide Spulen der Windungszahl n sind dann magnetisch gekoppelt und die Gesamtwindungszahl hat für Resonanz je nach Spulengestalt einen Wert k·n mit 2 > k > 20,5, so dass sich eine Gesamtinduktivität L1 + L2 ergibt.

## Anwendungen
Anwendungen findet der Resonanztransformator in unterschiedlichen Bereichen. Im Folgenden sind einige Anwendungsbereiche beispielhaft aufgezählt.
- In Funkgeräten und der Hochfrequenztechnik verwendet man Resonanztransformatoren, die zugleich als Bandfilter dienen können:
  - Anpassung der Wellenimpedanz eines Kabels an eine Antenne (Impedanztransformation).
  - Anpassung zwischen zwei aufeinanderfolgenden Verstärkerstufen (Transistoren).
  - In beiden vorstehenden Fällen können auch dazu äquivalente Leitungskreise eingesetzt werden.
- Zur Übertragung elektrischer Leistung:
  - Zum Betrieb von Kaltkathodenröhren bei Flachbildschirmen oder in elektronischen Vorschaltgeräten für Kompaktleuchtstofflampen und Energiesparlampen zur Erzeugung der notwendigen Betriebsspannung der Röhren. Typisch ist, dass diese Resonanzwandler bei noch nicht gezündeter Kaltkathodenröhre aufgrund der dann hohen Ausgangsimpedanz selbsttätig die erforderliche hohe Zündspannung bereitstellen. Dabei wird bei Betrieb an Kleinspannung und zur galvanischen Trennung der Resonanztransformator mit einem echten Transformator gebildet.[1]
  - In Fernsehempfängern mit Kathodenstrahlröhre arbeitet der zur Speisung der Zeilenablenkspulen notwendige Zeilentransformator beim Zeilenrücklauf als Resonanzwandler und erzeugt dann die Anodenspannung der Bildröhre.
  - Bei quasiresonanten Schaltnetzteilen finden die Schaltübergänge als resonante Halbschwingung statt; damit lassen sich die Schaltverluste drastisch senken.
  - Der Tesla-Transformator erzeugt durch Resonanzüberhöhung in einer Luftspule durch deren Eigenresonanz Spannungen weit über 100 kV.
  - Mobile Geräte mit drahtloser Lademöglichkeit sind mit einer resonanten Sekundärwicklung ausgestattet und werden zum Laden oder Kommunizieren an eine Sendespule (Primärspule) angenähert (wireless charging, Drahtlose Energieübertragung oder passive RFID)